# Іктерія
Іктерія (Icteria virens) — вид горобцеподібних птахів роду іктерія (Icteria) монотипової родини Icteriidae. Раніше іктерію відносили до родини піснярових (Parulidae), але у 2017 році її виокремили у власну родину.

## Поширення
Вид досить поширений у Північній Америці. Гніздиться на півдні Канади, по всьому США та у Центральній Мексиці. На зимівлю перелітає на південь Мексики та в країни Центральної Америки. Трапляється серед чагарникових заростей, на занедбаних сільськогосподарських угіддях тощо.

## Опис
Птах завдовжки 17-19 см. Розмах крил 23-27 см. Вага тіла 20-34 г. Спина та голова оливкового забарвлення. Черево біле. Груди та горло жовті. Навколо очей чітке біле кільце.